# アン・ゴールドスウェイト
アン・ゴールドスウェイト（Anne Goldthwaite、1869年6月28日 - 1944年1月29日）はアメリカ合衆国の画家である。女性の権利を求める活動家としても知られる。

## 略歴
アラバマ州のモンゴメリーで生まれた。父親は南北戦争中に南軍の砲兵大尉を務めた。戦争が終わり父親は仕事を探すために、家族とテキサス州のダラスに移り、アンは幼年期の大部分をダラスで過ごした。両親が死去したことで、姉妹とアラバマに戻り親戚に育てられた。叔父がその絵の才能に注目し、ニューヨークで勉強するなら10年間の費用の援助をすることを申し出た。ニューヨークに移り、ナショナル・アカデミー・オブ・デザインに入学し、版画をチャールズ・ミーラッツに学び、絵画をウォルター・シャーローに学んだ。
フォーヴィスムやキュビスムなどの当時の新しい美術運動に興味をもったゴールドスウェイトは1906年にパリに渡った。パリでは美術収集家のガートルード・スタインとスケッチ中の公園で出会い、スタインのアパートメントに招かれ、そのコレクションを見ることができた。スタインの友人の前衛的な画家に紹介され、アンリ・マティスやパブロ・ピカソを中心とする美術家のサークルに加わることができた。パリでは様々な画家のスタジオを訪れた後、シャルル＝フランソワ＝プロスペール・ゲランが教えていたアカデミー・モデルヌ(Académie Moderne)で学んでいた美術家たちと活動した。
アメリカに戻った後、1913年にニューヨークで開かれた、ヨーロッパの新しい美術を紹介したアーモリーショーに作品を出展し、この展覧会で画家のキャサリン・ソフィ・ドライア(Katherine Sophie Dreier:1877-1952)と知り合い、生涯の友人となった。1915年からはニューヨークで9か月働き、夏の間はアラバマの家族と過ごす生活を始め、友人の肖像画や、アメリカ南部の人々の生活を題材に描き始めた。アラバマの公共施設の壁画も描いた。
23年間にわたってアート・スチューデンツ・リーグ・オブ・ニューヨークの教師を務め、ニューヨーク女性芸術家協会で活動し、1937年から1938年の間、協会の会長を務めた。女性の権利のための活動にも参加した。

## 作品

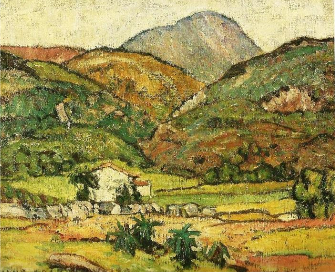
丘の上の教会(1913)アーモリーショー出展作
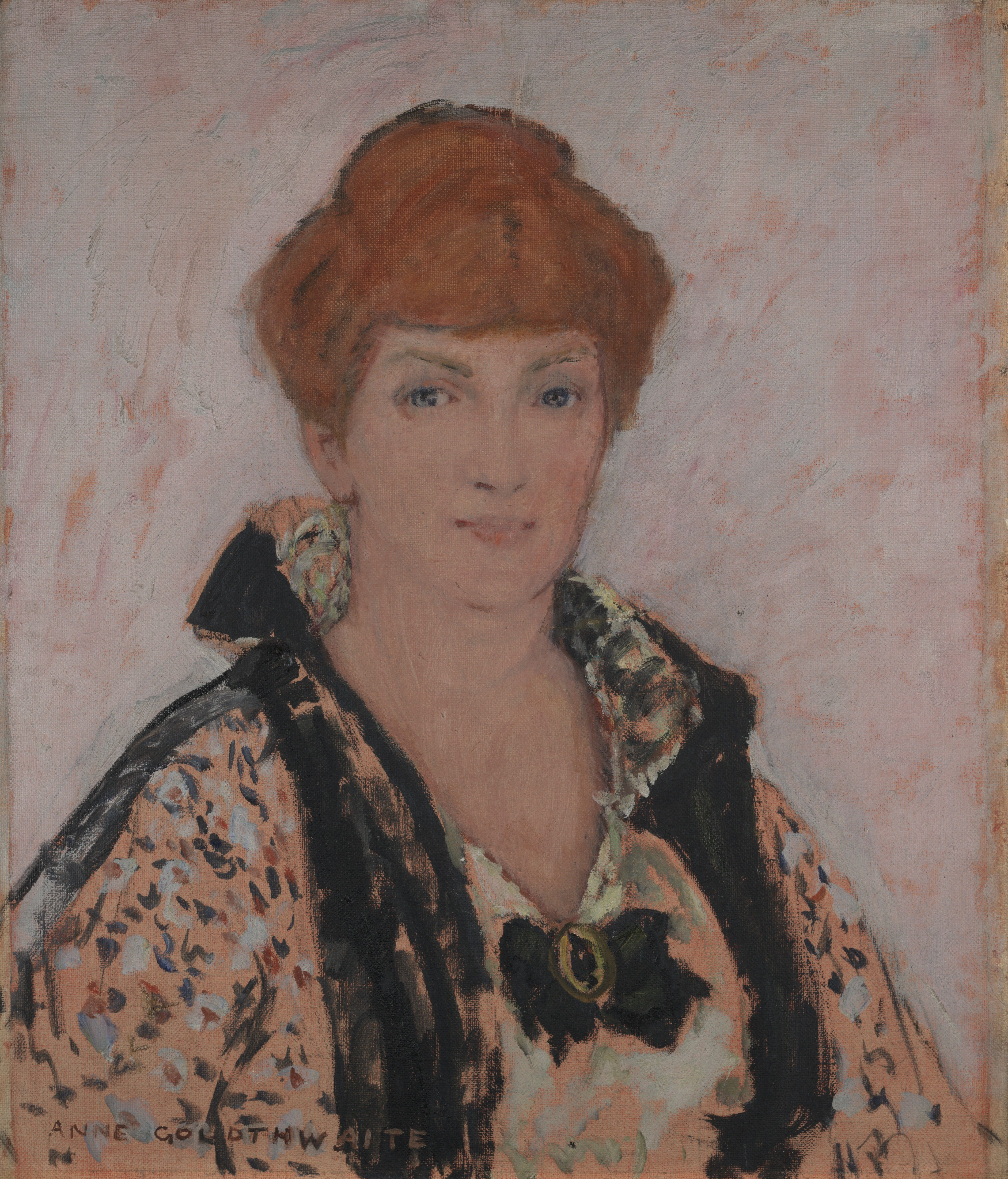
キャサリン・ソフィ・ドライア-画家
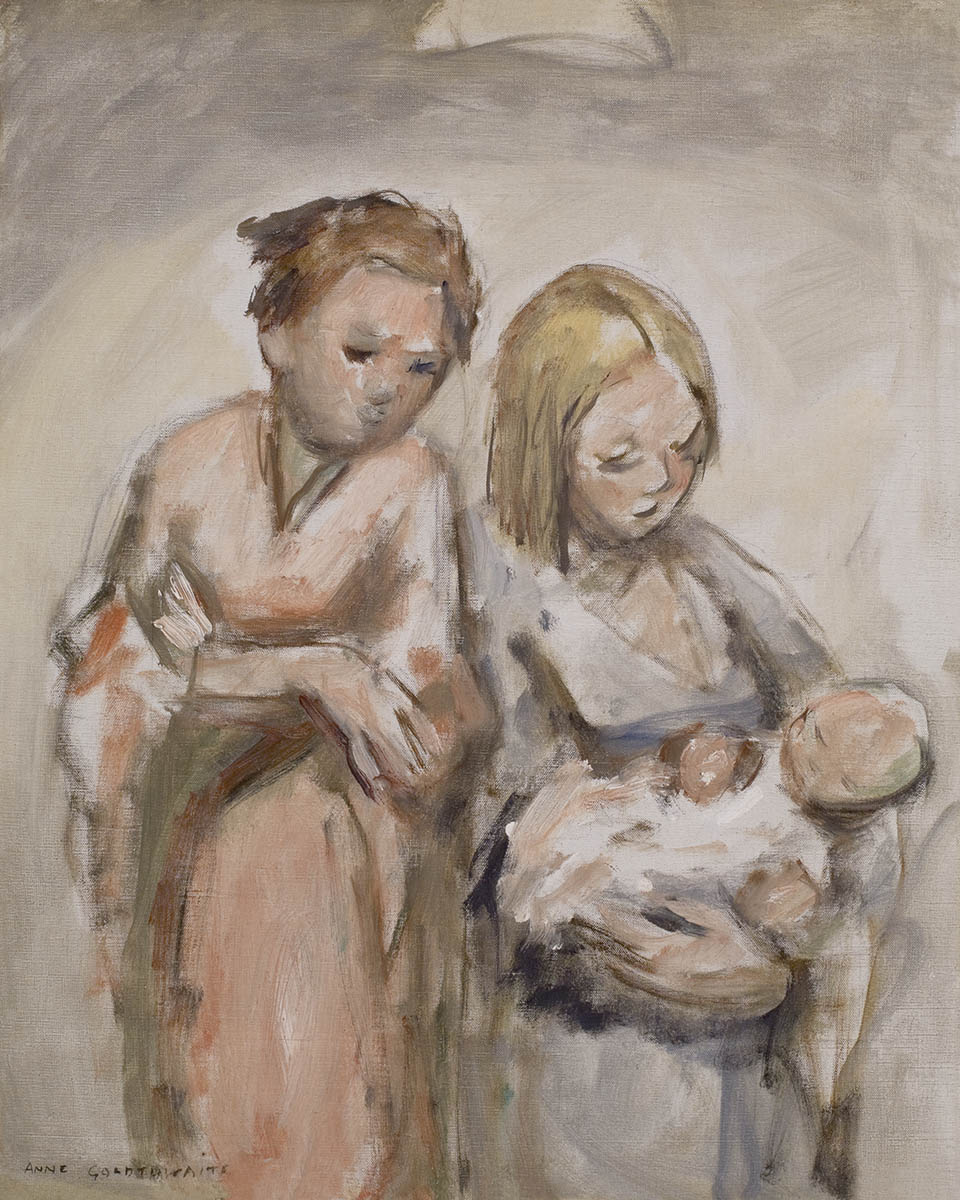
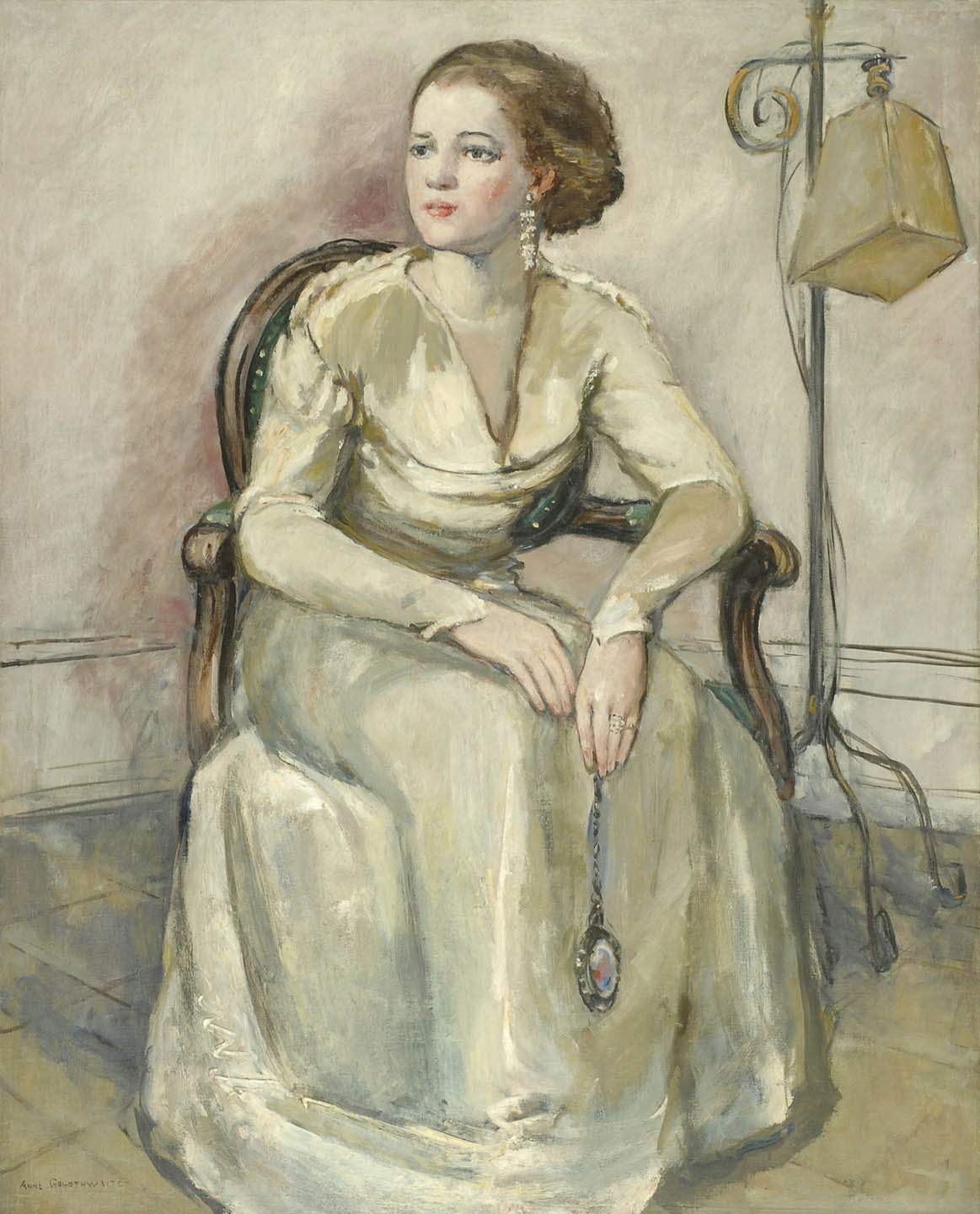
(1830s)